# Llista de monuments des Migjorn Gran
Llista de monuments des Migjorn Gran catalogats pel consell insular de Menorca com a Béns d'Interès Cultural en la categoria de monuments pel seu interès històric, artístic, arquitectònic, arqueològic, històric-industrial, etnològic, social, científic o tècnic.
| Monument                                                            | Tipus                                   | Localització                                                      | Coordenades                                          | Codi?         | Imatge |
| ------------------------------------------------------------------- | --------------------------------------- | ----------------------------------------------------------------- | ---------------------------------------------------- | ------------- | --- |
| Molí hidràulic de sa Vall                                           | BIC: VAL-E01 Etnològic                  | Es Migjorn Gran Barranc de sa Vall o de Son Boter                 | 39° 55′ 19″ N, 4° 03′ 13″ E / 39.922075°N,4.053642°E | RI-51-0006908 | Molí hidràulic de sa Vall (es Migjorn Gran) · Vegeu més fotos d'aquest monument · Carregueu una nova foto d'aquest monument          |
| Talaiots de Binicodrell de Darrera                                  | BIC: BCD-01 Zona arqueològica visitable | Es Migjorn Gran Binicodrell de Dalt, camí de sa Malagarba         | 39° 56′ 36″ N, 4° 02′ 47″ E / 39.943365°N,4.046478°E | RI-55-0000696 | Talaiots de Binicodrell de Darrera (es Migjorn Gran) · Vegeu més fotos d'aquest monument · Carregueu una nova foto d'aquest monument |
| Poblat de Sant Agustí                                               | BIC: SAG-02 Zona arqueològica visitable | Es Migjorn Gran Sant Agustí Vell, ses Talaies                     | 39° 55′ 42″ N, 4° 02′ 04″ E / 39.928378°N,4.034536°E | RI-55-0000698 | Poblat de Sant Agustí (es Migjorn Gran) · Vegeu més fotos d'aquest monument · Carregueu una nova foto d'aquest monument              |
| Talaiot i assentament de Santa Mònica                               | BIC: SMO-01 Zona arqueològica visitable | Es Migjorn Gran Santa Mònica, hortal de sa Talaia                 | 39° 56′ 06″ N, 4° 03′ 11″ E / 39.934873°N,4.053048°E | RI-55-0000695 | Talaiot de Santa Mònica (es Migjorn Gran) · Carregueu una nova foto d'aquest monument                                                |
| Necròpolis d'Albranca Nou                                           | BIC: ABN-03 Monument prehistòric        | Es Migjorn Gran Albranca Nou, coster de ses Coves Gardes          | 39° 57′ 15″ N, 4° 00′ 44″ E / 39.954078°N,4.012154°E | RI-51-0003696 | Carregueu una nova foto d'aquest monument                                                                                            |
| Hipogeu d'Albranca Nou                                              | BIC: ABN-08 Monument prehistòric        | Es Migjorn Gran Albranca Nou, es Pou de torn                      |                                                      | ABN-08        | Carregueu una nova foto d'aquest monument                                                                                            |
| Tombes d'Albranxella                                                | BIC: ABX-03 Monument prehistòric        | Es Migjorn Gran Albranxella                                       |                                                      | ABX-03        | Carregueu una nova foto d'aquest monument                                                                                            |
| Hipogeus de Biniatzèn                                               | BIC: BAZ-06 Monument prehistòric        | Es Migjorn Gran Biniatzèn, Cementiri des moros                    |                                                      | BAZ-06        | Carregueu una nova foto d'aquest monument                                                                                            |
| Hipogeu de Binicodrell de Dalt                                      | BIC: BCD-02 Monument prehistòric        | Es Migjorn Gran Binicodrell de Dalt, cova de sa Bruixa            | 39° 56′ 35″ N, 4° 02′ 57″ E / 39.94306°N,4.04928°E   | RI-51-0003684 | Carregueu una nova foto d'aquest monument                                                                                            |
| Hipogeu de Binicodrell Nou                                          | BIC: BCN-05 Monument prehistòric        | Es Migjorn Gran Binicodrell Nou                                   |                                                      | BCN-05        | Carregueu una nova foto d'aquest monument                                                                                            |
| Hipogeu de Binicodrellet / na Company                               | BIC: BCT-01 Monument prehistòric        | Es Migjorn Gran Binicodrellet, na Company                         |                                                      | BCT-01        | Carregueu una nova foto d'aquest monument                                                                                            |
| Hipogeu de Binicodrellet / Cova de s'Home de sa mitja colzada       | BIC: BCT-02 Monument prehistòric        | Es Migjorn Gran Binicodrellet, Cova de s'Home de sa mitja colzada |                                                      | BCT-02        | Carregueu una nova foto d'aquest monument                                                                                            |
| Hipogeu de Binicodrellet / cova des Banc                            | BIC: BCT-04 Monument prehistòric        | Es Migjorn Gran Binicodrellet, cova des Banc                      |                                                      | BCT-04        | Carregueu una nova foto d'aquest monument                                                                                            |
| Hipogeu de Binicodrellet / tanca des Floravió                       | BIC: BCT-06 Monument prehistòric        | Es Migjorn Gran Binicodrellet, tanca des Floravió                 |                                                      | BCT-06        | Carregueu una nova foto d'aquest monument                                                                                            |
| Hipogeus de Binicodrellet / sa Corona                               | BIC: BCT-06 Monument prehistòric        | Es Migjorn Gran Binicodrellet, sa Corona                          |                                                      | BCT-07        | Carregueu una nova foto d'aquest monument                                                                                            |
| Necròpolis de Binigaus Nou / s'Ametlerà                             | BIC: BGN-02 Monument prehistòric        | Es Migjorn Gran Binigaus Nou, s'Ametlerà, s'Olivera               |                                                      | RI-51-0003653 | Carregueu una nova foto d'aquest monument                                                                                            |
| Necròpolis de Binigaus Nou / coster de sa Corona o sa Punta de Dalt | BIC: BGN-04 Monument prehistòric        | Es Migjorn Gran Binigaus Nou, coster de sa Corona                 | 39° 55′ 33″ N, 4° 01′ 39″ E / 39.925938°N,4.027411°E | RI-51-0003655 | Carregueu una nova foto d'aquest monument                                                                                            |
| Hipogeu de Binigaus Nou                                             | BIC: BGN-05 Monument prehistòric        | Es Migjorn Gran Binigaus Nou, pleta de darrera ses cases          | 39° 55′ 53″ N, 4° 01′ 45″ E / 39.931508°N,4.029058°E | RI-51-0003656 | Carregueu una nova foto d'aquest monument                                                                                            |
| Sepultura de Binigaus Nou                                           | BIC: BGN-08 Monument prehistòric        | Es Migjorn Gran Binigaus Nou                                      |                                                      | BGN-08        | Carregueu una nova foto d'aquest monument                                                                                            |
| Hipogeus de Binigaus Vell / es Coster dels Coloms                   | BIC: BGV-03 Monument prehistòric        | Es Migjorn Gran Binigaus Vell, es Coster dels Coloms              | 39° 56′ 01″ N, 4° 02′ 16″ E / 39.933580°N,4.037717°E | RI-51-0003659 | Carregueu una nova foto d'aquest monument                                                                                            |
| Hipogeu de Binigaus Vell / cova de s'Hort                           | BIC: BGV-09 Monument prehistòric        | Es Migjorn Gran Binigaus Vell, cova de s'Hort                     |                                                      | BGV-09        | Carregueu una nova foto d'aquest monument                                                                                            |
| Hipogeu de Binigaus Vell                                            | BIC: BGV-12 Monument prehistòric        | Es Migjorn Gran Binigaus Vell                                     |                                                      | BGV-12        | Carregueu una nova foto d'aquest monument                                                                                            |
| Hipogeu de sa Cova                                                  | BIC: COV-03 Monument prehistòric        | Es Migjorn Gran Sa Cova, ses Cases                                |                                                      | COV-03        | Carregueu una nova foto d'aquest monument                                                                                            |
| Hipogeus de s'Estància d'en Borràs / cova d'en Mateu                | BIC: EBO-01 Monument prehistòric        | Es Migjorn Gran Estància d'en Borràs, cova d'en Mateu             |                                                      | EBO-01        | Carregueu una nova foto d'aquest monument                                                                                            |
| Hipogeu de s'Estància d'en Borràs / pleta de sa Cova                | BIC: EBO-02 Monument prehistòric        | Es Migjorn Gran Estància d'en Borràs, pleta de sa Cova            |                                                      | EBO-02        | Carregueu una nova foto d'aquest monument                                                                                            |
| Hipogeu de s'Estància d'en Borràs / s'Estable                       | BIC: EBO-03 Monument prehistòric        | Es Migjorn Gran Estància d'en Borràs, s'Estable                   |                                                      | EBO-03        | Carregueu una nova foto d'aquest monument                                                                                            |
| Hipogeu de ses Fonts-redones de Dalt / Cova des Llop                | BIC: FRD-02 Monument prehistòric        | Es Migjorn Gran Fonts-redones de Dalt, Cova des Llop              | 39° 56′ 53″ N, 4° 03′ 48″ E / 39.948125°N,4.063243°E | RI-51-0003674 | Carregueu una nova foto d'aquest monument                                                                                            |
| Hipogeu de ses Fonts-redones de Dalt                                | BIC: FRD-03 Monument prehistòric        | Es Migjorn Gran Fonts-redones de Dalt                             |                                                      | FRD-03        | Carregueu una nova foto d'aquest monument                                                                                            |
| Hipogeu de ses Fonts-redones de Dalt                                | BIC: FRD-04 Monument prehistòric        | Es Migjorn Gran Fonts-redones de Dalt                             |                                                      | FRD-04        | Carregueu una nova foto d'aquest monument                                                                                            |
| Hipogeu de Sant Adeodat / s'Ermita                                  | BIC: SAD-01 Monument prehistòric        | Es Migjorn Gran Sant Adeodat, s'Ermita                            | 39° 55′ 33″ N, 4° 01′ 46″ E / 39.925788°N,4.029431°E | RI-51-0003689 | Carregueu una nova foto d'aquest monument                                                                                            |
| Cova de Sant Adeodat / cova dels Pardals                            | BIC: SAD-02 Monument prehistòric        | Es Migjorn Gran Sant Adeodat                                      | 39° 55′ 25″ N, 4° 01′ 41″ E / 39.923573°N,4.027969°E | RI-51-0003690 | Carregueu una nova foto d'aquest monument                                                                                            |
| Hipogeu de Sant Adeodat                                             | BIC: SAD-04 Monument prehistòric        | Es Migjorn Gran Sant Adeodat                                      |                                                      | SAD-04        | Carregueu una nova foto d'aquest monument                                                                                            |
| Hipogeu de Son Carabassa                                            | BIC: SCA-04 Monument prehistòric        | Es Migjorn Gran Son Carabassa, tanca de sa Vinya                  | 39° 56′ 38″ N, 4° 00′ 35″ E / 39.943852°N,4.009757°E | RI-51-0003711 | Carregueu una nova foto d'aquest monument                                                                                            |
| Hipogeus de Son Pons                                                | BIC: SPN-02 Monument prehistòric        | Es Migjorn Gran Son Pons, Coster de s'Hort                        |                                                      | SPN-02        | Carregueu una nova foto d'aquest monument                                                                                            |
| Necròpolis de Sant Roc                                              | BIC: SRO-03 Monument prehistòric        | Es Migjorn Gran Sant Roc, tanca de s'Era                          |                                                      | SRO-03        | Carregueu una nova foto d'aquest monument                                                                                            |
| Hipogeu de Sant Roc                                                 | BIC: SRO-05 Monument prehistòric        | Es Migjorn Gran Sant Roc                                          |                                                      | SRO-05        | Carregueu una nova foto d'aquest monument                                                                                            |
| Necròpolis de Sant Tomàs / tanca de l'Amo                           | BIC: STO-01 Monument prehistòric        | Es Migjorn Gran Sant Tomàs, tanca de l'Amo                        | 39° 55′ 05″ N, 4° 02′ 45″ E / 39.918155°N,4.045853°E | RI-51-0003703 | Carregueu una nova foto d'aquest monument                                                                                            |
| Necròpolis de Sant Tomàs / tanca de s'Era                           | BIC: STO-04 Monument prehistòric        | Es Migjorn Gran Sant Tomàs, tanca de s'Era, tanca des Pou         | 39° 55′ 09″ N, 4° 02′ 39″ E / 39.919047°N,4.044221°E | RI-51-0003706 | Carregueu una nova foto d'aquest monument                                                                                            |
| Hipogeus de Torrenova d'en Jordi Marc                               | BIC: TNJ-05 Monument prehistòric        | Es Migjorn Gran Torrenova d'en Jordi Marc, cova dels Ossos        | 39° 55′ 17″ N, 4° 00′ 32″ E / 39.92129°N,4.009017°E  | RI-51-0003721 | Carregueu una nova foto d'aquest monument                                                                                            |
| Pedrera de Trebalúger                                               | BIC: TRB-02 Monument prehistòric        | Es Migjorn Gran Trebalúger                                        |                                                      | TRB-02        | Carregueu una nova foto d'aquest monument                                                                                            |
| Cova de Trebalúger                                                  | BIC: TRB-03 Monument prehistòric        | Es Migjorn Gran Trebalúger, sa Font                               | 39° 55′ 57″ N, 3° 59′ 31″ E / 39.932528°N,3.991853°E | RI-51-0003715 | Carregueu una nova foto d'aquest monument                                                                                            |
| Necròpolis de Torrevella d'en Jordi Marc                            | BIC: TVJ-01 Monument prehistòric        | Es Migjorn Gran Torrevella d'en Jordi Marc, na Carassa            | 39° 56′ 50″ N, 4° 02′ 17″ E / 39.947232°N,4.037968°E | RI-51-0003723 | Necròpolis de Torrevella d'en Jordi Marc (es Migjorn Gran) · Carregueu una nova foto d'aquest monument                               |
| Balmes de Torrevella d'en Jordi Marc / es Mal Lloc                  | BIC: TVJ-04 Monument prehistòric        | Es Migjorn Gran Torrevella d'en Jordi Marc, es Mal Lloc           | 39° 56′ 26″ N, 4° 01′ 52″ E / 39.940479°N,4.031214°E | RI-51-0003726 | Carregueu una nova foto d'aquest monument                                                                                            |
| Balmes de Torrevella d'en Jordi Marc                                | BIC: TVJ-08 Monument prehistòric        | Es Migjorn Gran Torrevella d'en Jordi Marc                        |                                                      | TVJ-08        | Carregueu una nova foto d'aquest monument                                                                                            |
| Hipogeus de Torrevella d'en Jordi Marc                              | BIC: TVJ-09 Monument prehistòric        | Es Migjorn Gran Torrevella d'en Jordi Marc                        |                                                      | TVJ-09        | Carregueu una nova foto d'aquest monument                                                                                            |
| Hipogeu de Torrevella d'en Jordi Marc                               | BIC: TVJ-10 Monument prehistòric        | Es Migjorn Gran Torrevella d'en Jordi Marc                        |                                                      | TVJ-10        | Carregueu una nova foto d'aquest monument                                                                                            |